# Derching
Derching ist seit der Gemeindegebietsreform von 1978 ein Ortsteil der Stadt Friedberg im Landkreis Aichach-Friedberg (Bayern).

## Geographie
Das Pfarrdorf Derching liegt acht Kilometer nordöstlich vom Zentrum der Stadt Augsburg und sechs Kilometer nördlich von Friedberg. Ähnlich wie in Friedberg selbst liegt der Ortskern deutlich höher als das Derchinger Industriegebiet sowie einige Wohngebiete in der Lechtalebene. Unmittelbar an Derching vorbei führt die A 8. Bei Derching befindet sich die Autobahnanschlussstelle 74a „Friedberg (Bayern)“. Die Kreisstraße „AIC 25 neu“ führt vom Autobahnanschluss direkt nach Friedberg. Der Flugplatz Augsburg grenzt unmittelbar an Derchinger Gebiet.

## Geschichte

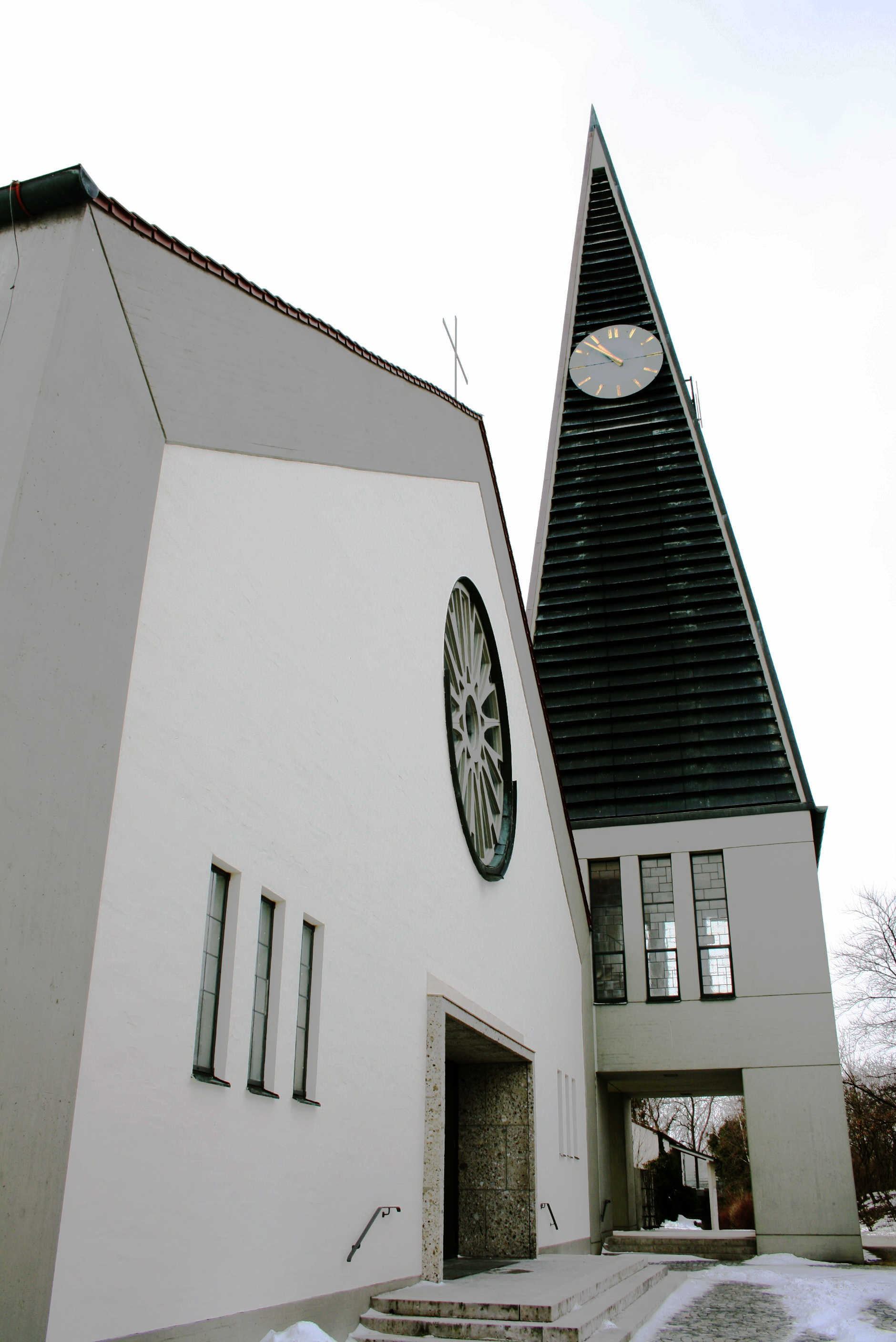
Kirche Mariä Empfängnis der Pfarrgemeinde Derching

Die Siedlungen, die nach der Landeinnahme durch die Alamannen und Baiern in der Region im 6. und 7. Jahrhundert entstanden sind, erhielten in der Regel den Namen des Gründers, Stammesältesten oder Ortsadeligen durch Anhängen der Silbe „-ingen“ oder „-ing“. Alle diese Orte sind Gründungen aus der Einwanderungszeit der beiden germanischen Stämme. Die meisten werden freilich erst einige Jahrhunderte später erwähnt.
In die Zeit der Landnahme fällt auch die Gründung des Ortes Derching. Die erste Erwähnung ist in einer Urkunde des Klosters St. Ulrich und Afra in Augsburg aus dem 12. Jahrhundert überliefert. Vom 13. bis zum 15. Jahrhundert wird der Ortsname Denchiringen, Tenerchingen, Tenrichinge, Tenrcichingen, Terrichingen und Tarching genannt. Die schwäbische Endung „-ingen“ deutet auf die ursprünglich schwäbische Besiedlung hin. Erst im Zuge zunehmenden staatlich bairischen Einflusses durch das übergeordnete herzogliche Landgericht Friedberg wurde die Bezeichnung zahlreicher Orte in der Region östlich des Lechs auf die bairische Endung „-ing“ verkürzt.
Am 1. Mai 1978 wurde Derching in die Stadt Friedberg eingegliedert.

## Besonderheiten
Derching ist in Oberdorf und Unterdorf geteilt. Im Oberdorf befinden sich mehrere intakte Bauernhöfe, die Kirche, die Grundschule sowie die Freiwillige Feuerwehr Derching, die seit 1876 besteht und 42 aktive Mitglieder hat.
Im Unterdorf gibt es vergleichsweise wenig intakte Bauernhöfe, dafür aber Wohnsiedlungen und ein Industriegebiet. Der Kindergarten befindet sich im Unterdorf. Des Weiteren befinden sich im unteren Teil des Dorfes mehrere Baggerseen, die zum Teil der Kiesgewinnung, zum Teil auch als Badeseen dienen.
Die ehemalige Pfarrkirche St. Sebastian gilt als eines der am besten erhaltenen romanischen Bauwerke in der Gegend.
Am Derchinger Badesee bzw. am Derchinger Baggersee (Größe: ca. 370 x 320 m; Wasserfläche: ca. 6 ha) befinden sich Parkplätze, Liegewiesen, Kinderschwimmbereich, Badeinsel, Kiosk, WC und Wasserwachtstation. Dickelsmoor, der Ortsteil der früheren Gemeinde Derching, liegt etwa einen Kilometer westlich von Derching. Nahe der nördlichen Ortsgrenze befindet sich die Feriensiedlung Kohlstatt, die deutlich kleiner als Dickelsmoor ist.

## Wappen
Das Wappen von Derching wurde von dem Augsburger Heraldiker Hermann Korhammer geschaffen und fasst die nachweisbare Ortsgeschichte anschaulich zusammen: Das goldene Afrakreuz in der Mitte versinnbildlicht die Zugehörigkeit Derchings zum Kloster St. Ulrich und Afra in Augsburg. Die drei blauen Rauten auf Silbergrund stammen aus dem Siegel der herzoglichen Marschalke von Schiltberg, in deren Besitz Derching als Amtslehn nach dem Ankauf durch Herzog Otto II. übergegangen ist. Die Farben Blau auf Silbergrund besagen, dass nach dem Aussterben der Marschalke von Schiltberg im 14. Jahrhundert Derching wieder an die Wittelsbacher zurückgefallen ist und dem Pflegeamt Friedberg zugeteilt wurde. Das halbe goldene Zahnrad im Schildfuß symbolisiert den Strukturwandel in neuerer Zeit: zum einen die zunehmende Industrialisierung in Derching und zum anderen, dass ein nicht unerheblicher Teil der Derchinger als Pendler in Augsburg sein tägliches Brot verdient. Das Wappen ist bis heute unverändert geblieben.

## Vereine

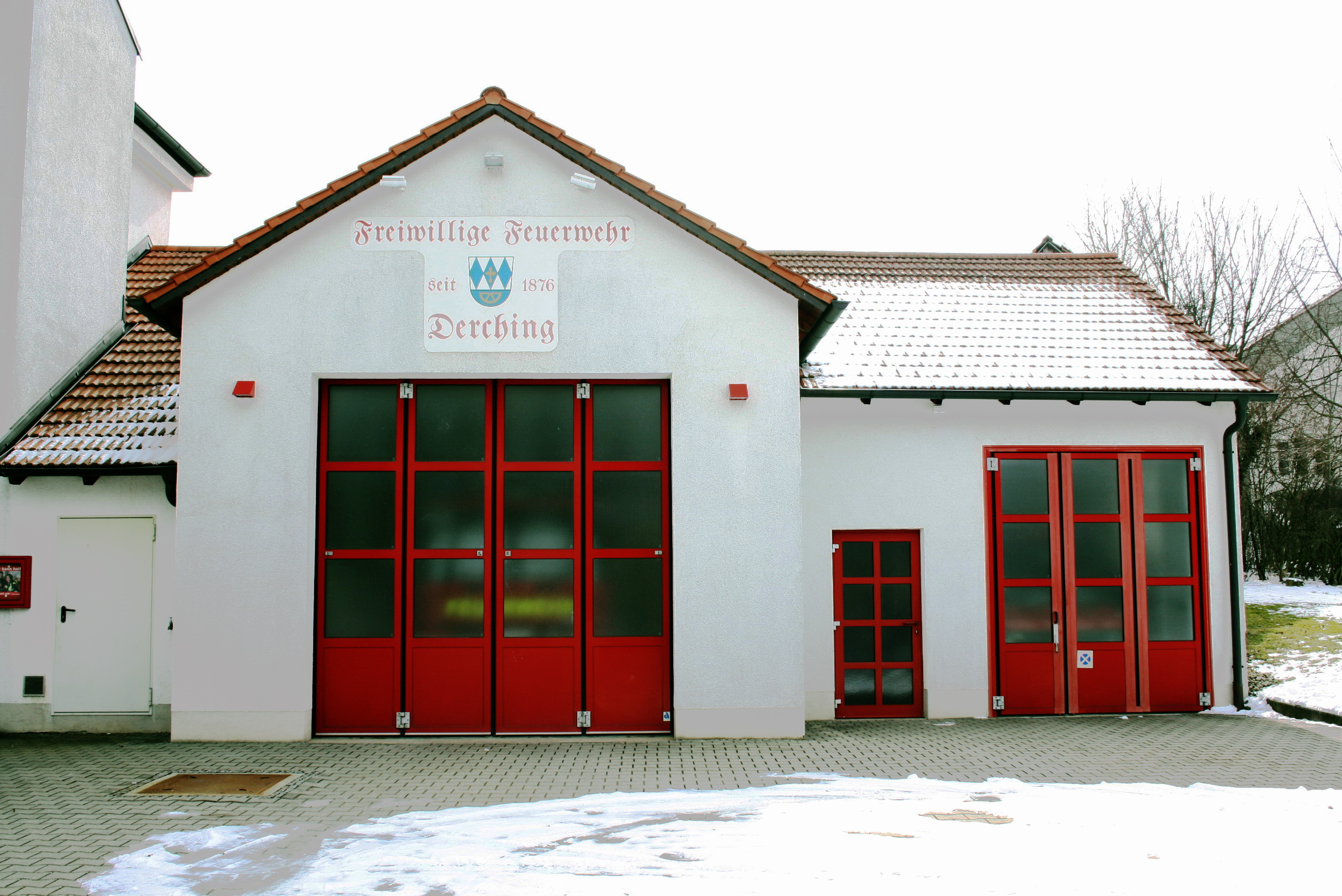
Gebäude der Freiwilligen Feuerwehr

Derching hat mehrere Vereine und Organisationen:
- Freiwillige Feuerwehr Derching
- Gartenbauverein
- Waldhorn-Schützen Derching
- Wasserwacht Derching
- Krieger- und Soldatenverein Derching
- Turn- und Sportverein Derching
- Heimatkundeverein Derching
- CSU Ortsverband Derching